# Butter
Butter és una pel·lícula de comèdia dramàtica estatunidenca del 2020 dirigida per Paul A. Kaufman i protagonitzada per Mira Sorvino, Mykelti Williamson, Brian Van Holt, Ravi Patel, Annabeth Gish i Alex Kersting. Està basat en la novel·la homònima d'Erin Jade Lange. S'ha subtitulat al català.
La pel·lícula es va estrenar a la carta i en alguns cinemes amb la distribució de Blue Fox Entertainment el 25 de febrer de 2022. La pel·lícula s'havia projectat prèviament al Festival de Cinema i Creativitat Cinequest i al Festival de Cinema Socially Relevant el 2020.

## Repartiment
- Alex Kersting com a Butter[6]
- McKaley Miller com a Anna McGinn[6]
- Adain Bradley com a Trent[6]
- Jack Griffo com a Parker[6]
- Matthew Gold com a Tucker Smith[6]
- Mira Sorvino com a Marian[7]
- Mykelti Williamson com el professor Dunn[6]
- Ravi Patel com el doctor Bean[6]
- Annabeth Gish com la doctora Jennice[8]
- Brian Van Holt com a Frank[3]
- Monte Markham com el doctor Kaufman[3]